# Autódromo Internacional do Algarve
O Autódromo Internacional do Algarve (algumas vezes chamado também de Circuito de Portimão) é um circuito de corridas de 4,684 km (2,916 mi) localizado no Município de Portimão, no Algarve, em Portugal. Situa-se a cerca de 16 km do centro de Portimão, na freguesia da Mexilhoeira Grande. Com um custo total de 195 milhões de Euros (aproximadamente 250 milhões de dólares), o projeto incluiu uma pista de karting, uma pista off-road, um parque tecnológico, um hotel de cinco estrelas, um complexo desportivo e apartamentos.
Também conhecido como AIA Autódromo Internacional do Algarve ficou conhecida por receber o Mundial de Fórmula 1 em 2020 ganha por Lewis Hamilton que bateu o recorde do autódromo com 1:16.652.

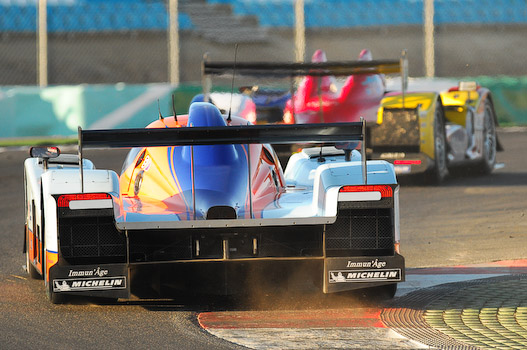
Lola-Aston Martin B09/60 conduzido por Stefan Mücke nos 1000Km do Algarve, corrida do Le Mans Series 2009

## História

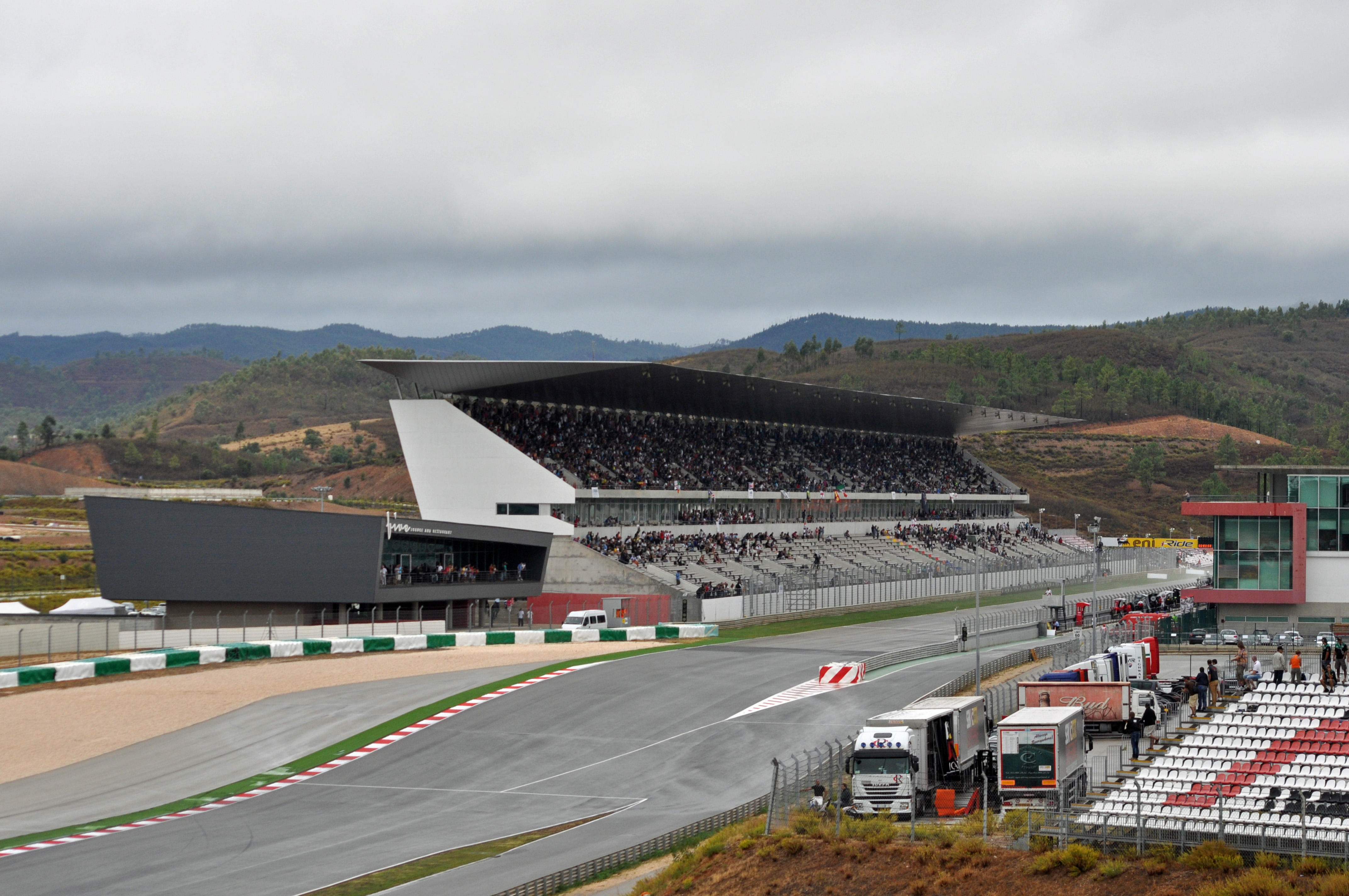
Reta principal

A construção ficou concluída em Outubro de 2008 e o circuito foi homologado pela F.I.M a 11 de Outubro de 2008 e pela FIA dois dias depois.
O Governo de José Sócrates deu-lhe um estatuto de Projeto de Interesse Nacional, a inauguração teve a presença do ministro da Economia, Manuel Pinho.
O circuito acolheu a última ronda do Mundial de Superbikes a 2 de Novembro de 2008. A 9 de Junho, a pista foi confirmada para acolher uma ronda da Temporada de 2008-09 da A1 Grand Prix. A corrida ficou marcada para o fim-de-semana de 12 de Abril de 2009. A 10 de Outubro de 2008, a Le Mans Series anunciou uma corrida nocturna de 1000 km no Algarve a 2 de Agosto de 2009. A 5 de Novembro de 2008, o campeonato de FIA GT anunciou o calendário para 2009 e a 7ª ronda da temporada será realizada a 13 de Setembro de 2009 no Algarve.
Uma sessão de testes de Fórmula 1, com a McLaren e com a Honda a participar, foi marcada para 15 a 17 de Dezembro de 2008. A Ferrari também considerou fazer testes no Algarve. A Toyota testou o circuito a 20 de Janeiro de 2009 na primeira aparição do chassis TF109.  O circuito vai receber a prova final da Temporada de 2009 da GP2 Series.
No dia 4 de Abril de 2009, Max Mosley afirmou que dada a qualidade do circuito algarvio este poderia integrar o Mundial de Fórmula 1, caso se chegue a um acordo com a entidade gestora da Fórmula 1.
O piloto do Filipe Albuquerque A1 Team Portugal observou que existem grandes descidas e uma curva à direita após a recta principal. Também comentou que a pista é boa para ultrapassagem, pois o circuito é grande.
Foi confirmado que a uma das curvas do circuito seria dado o nome do piloto de motas Craig Jones, da equipa da Parkalgar, que faleceu num acidente numa corrida de motos em Brands Hatch em 2008.

## Monumento de homenagem a Craig Jones
Em 22 de Outubro de 2009 ocorreu, na rotunda de acesso ao autódromo, uma cerimónia de homenagem, com a exposição de um modelo em tamanho natural, de uma estátua, de autoria da escultora Paula Hespanha, representando Craig Jones na sua moto após a passagem pela Meta.
Esta será a peça principal de um monumento, já parcialmente construído, que também inclui o arranjo arquitectónico da rotunda B do autódromo, com autoria de Paula Hespanha e do arquitecto Manuel Pedro Ferreira Chaves.
O monumento é uma escultura paisagística, que representa a Recta da Meta de um circuito de corridas, que se prolonga até ao parque de estacionamento da bancada principal. Esta intervenção plástica de grande escala serve para enquadrar a estátua mas também constitui um acesso que permitirá a aproximação pedonal à estátua.
O representante do Autódromo e da Parkalgar, Paulo Pinheiro, declarou: "É um agradecimento muito especial a Craig Jones que ficará para sempre imortalizado nas nossas memórias. Esta homenagem pretende manter viva a admiração e respeito pelo trabalho de Craig no motociclismo mundial".
 “Esta estátua vai garantir que Craig Jones nunca seja esquecido.”
A inauguração da estátua, em mármore e aço inox, estava esperada para 2010. Caso seja concluida em 2011, esta será a única estátua do mundo, em pedra, representando uma moto.

## Problemas financeiros
Em Maio de 2012, foi noticiado que o autódromo está à beira da insolvência. O consórcio que juntou a Siemens, a Ensul Meci e a SPIE avançou com um pedido de insolvência da Parkalgar-Parques Tecnológicos de Desportivos SA. Em causa está uma dívida inicial de 1,6 milhões de euros, que já chega aos 2,6 milhões com os juros de mora.